# Lovns Bredning
Lovns Bredning är en vik i Danmark. Den ligger i den nordvästra delen av landet. Lovns Bredning är sammanlänkad med Hjarbæk Fjord och Skive Fjord.